# 僕の妹は漢字が読める
『僕の妹は漢字が読める』（ぼくのいもうとはかんじがよめる）は、かじいたかしによる日本のライトノベル作品。イラストは皆村春樹が担当。HJ文庫（ホビージャパン）より2011年7月から2012年8月まで刊行された。第5回ノベルジャパン大賞銀賞受賞作品（受賞時のタイトルは「妹は漢字が読める」）。「みんなで選ぶベストラノベ2011」ではインパクト部門で1位、新人部門で5位をそれぞれ獲得している。
『コミック・ダンガン』（同）にて日辻ハコによる漫画化作品が2011年12月から2012年11月まで連載された。

## あらすじ
2202年、作家を目指す高校生のイモセ・ギンは妹のクロハとともに大作家、オオダイラ・ガイのもとへと向かう。10歳ほどの二次元の妹を愛するガイはギンと出会い、ギンの10歳の下の妹ミルの存在を知って彼女に会いたがる。後、ギンは2人の妹を連れて再びガイのもとを訪れるが、ギンと2人の妹、そしてガイは突然タイムスリップしてしまう。
タイムスリップした先は『おにあか』が出版されるより前の201×年だった。そこでギンは『おにあか』のヒロインであるタイテイ・ホミュラにそっくりな少女、弥勒院柚に出会う。ギンとクロハは柚の兄の願いを叶えるため、その時代の高校に通い始める。そして柚は兄の遺志を継ぐため、『あにマジまにあ』を執筆する。しかしギンらは、まもなく再び元の時代へとタイムスリップしてしまう。
しかし、戻った先の日本は萌え文化が蔓延することも、漢字がなくなることもない世界となっており、そこには『おにあか』の代わりに、『おにあか』を著したはずのクロナ・グラが著した、『星辰』と題された、漢字が使われ、萌えの要素が一切存在しない本があった。
ギンらは23世紀を元に戻すために21世紀へと再びタイムスリップし、そこでタイムスリップの原因を作ったチョウマバヤシ・メグリ博士と出会う。メグリ曰く、歴史改変を行なったのは23世紀の文学をよく思っていなかった彼女の兄のチョウマバヤシ・サダメだという。彼は『おにあか』の原点となった『あにマジまにあ』を盗むことによって歴史改変を行なっていた。ガイは歴史を元に戻すことを頑なに拒むサダメに対し、『あにマジまにあ』とサダメの著した『二十一世紀』を同じ場所に残し、グラに未来を託そうと提案する。
グラは『おにあか』を著し、世界はほとんど元の23世紀に戻ったが、グラから編集者の手に渡った『二十一世紀』も出版され、日本文化に影響を与えていた。それにより旧来の文化を維持した『文化特区』が生まれていた。

## 登場人物
イモセ・ギン
本作の主人公。17歳の高校2年生。小学生の頃に『おにあか』を読み、それに影響を受けて作家を目指すようになるが、ギンの文章は記号を多用するもので、多くの人間に理解されない。生まれてすぐにイモセ家に里子に出されて現在の両親の養子となった。そのため両親の実子である妹のクロハとミルとは血の繋がりがない。かつては自身に両親や妹達と血の繋がりがないことから疎外感を抱いていたが、兄と義理の妹の愛を描いた『おにあか』を読むことによって払拭された。
初恋の相手は『おにあか』のヒロインであるホミュラだが、相手が実在しないため、その恋は諦めている。
妹2人とは異なり、漢字は読めない。
人間の父親とアニメキャラクターの間に産まれた『2.5じげんこ』である。
イモセ・クロハ
16歳の高校1年生でギンの義妹。いわゆるツンデレ。かつて偶然自分が実子でないということを知ってしまった義兄であるギンのことを気にかけはじめ、現在ではギンに好意を抱いている。
言語学者や翻訳家を数多く輩出してきたイモセ家の血を引き、漢字を読むことができる。
『ぶんげいっこ』に投稿し、掲載された『万葉集』の翻訳文が文化特区の資産家の目に入り、それがきっかけで古典の翻訳家となる。元々友達はいなかったが、翻訳家となったことが学校で話題となり、似た趣味をもつ女子生徒と友達になる。
イモセ・ミル
10歳の小学4年生でギンとクロハの妹。2192年4月9日生まれのAB型で身長は135cm。猫耳ベレー帽を被っている。好物はマシュマロ。10歳でありながら多くの漢字を読みこなす。また絵画の才能にも長けており、後にガイの作品の挿絵を担当するようになる。
ギンは自身が義兄であることをミルに隠しているが、ミルはそのことに気付いている。
オオダイラ・ガイ
日本の「正統派文学」を代表する2132年生まれ70歳の作家。トウキョウのネリマ駅近郊に住む。「10歳の義妹」をこよなく愛し、自身の著作のヒロインの設定は全て10歳の義妹であるが、一方で主人公の年齢はガイ自身と同じであるため、現在書いている作品の主人公は70歳。デビュー50年の大ベテランであり、実妹ものの作品を書く作家ハルカ・ハルカ、通称「実妹のハルカ」と対比され「義妹のオオダイラ」と呼ばれる。
近代文を読むために勉強したため、漢字を読み書きすることができる。
タイムスリップをした際には10歳ほどの金髪ツインテールの美少女に変身し、後に自由に美少女化できるようになった。
弥勒院 柚（みろくいん ゆず）
ギンらがタイムスリップした先の201×年の奥多摩に住む少女。私立白明学園（はくめいがくえん）1年3組に在籍する16歳の高校1年生で、外見は『おにあか』のホミュラに似ている。親はしばらく海外に滞在しているため、弥勒院家の邸宅で一人暮らしをしている。
生まれてすぐに資産家である弥勒院家の養子となった。施設に捨てられていたため出自は不明だが、純粋な日本人ではない。当初義母は養子縁組に反対していたが、成長するにつれて義父も柚に対して冷たく当たるようになり、いわゆる二次元萌えである義兄のみと家族として接していた。しかし3か月前に兄が病死したため、「世間に『萌え』を広める」という彼の遺志を継ごうと考え、『あにマジまにあ』を執筆する。
ギンに対して好意を抱いている。
妹背 久路佳（いもせ くろか）
白明学園に通う少女。文芸部部長。引き詰め髪で眼鏡をかけている。娯楽的な小説を嫌い、文学性の高い作品を好む。
チョウマバヤシ・メグリ
ガイの友人の天才発明家。16歳の少女。小柄で、髪型はツインテール。タイムスリップの原因となる特殊なマシュマロを発明した。
トウキョウのカンダに研究所を持ち、宝富（タカラトミ）や番台（バンダイ）といった老舗玩具メーカーがスポンサーについている。
マコト・アマネコ（眞琴 周子）
修正世界におけるギンの実妹。文化特区出身だが、保守的なその地域を毛嫌いしており、外国の文化を簡単に受容してきた日本にも批判的で、外来の漢字やそれを元とした平仮名、片仮名もなくすべきだと考え、『ことばをつくる会』に加入している。
実兄のギンに対して好意を抱いており、記号を多用するその独特の文体から、ギンの作品を気に入る。
チョウマバヤシ・サダメ
メグリの兄。祖先である冬耳虎彦を崇拝しており、作家となることを志望している。虎彦の遺作、『二十一世紀』を自らの手で完成させようと目論む。自分と異なる考えに寛容になれない性格で、いわゆる正統文学を忌み嫌っている。寝癖のように髪の毛を立てている。
修正世界では文化特区に居住する。
蝶間林 直太郎（ちょうまばやし なおたろう）
平成時代の美少女小説作家。ペンネームは丸太。メグリやサダメの祖先。短髪の痩せた男。
サイトウ マサオ
直太郎の友人。身長が2m近くあり、大柄な体格。小説の新人賞に応募している自称作家で、いわゆる家事手伝い。
乙女心のこもったシンプルな作品を好み、少女向けの小説を書いている。
ギンの父親
元医師。いわゆる巫女萌えであり、作中時間（2202年）から見て約20年前にカルト的人気を誇った巫女アニメ『みこってあーくえんじぇる』の2期に登場した巫女ヒロインのみかえるちゃんと結婚し、彼女との間にギンを生む。しかし、後にみかえるちゃんと離婚し、ギンの代理母となった女性と恋愛結婚する。
ギンが生まれた直後に不祥事を起こし、医師免許を剥奪され、多額の借金を抱える。その際、ギンは真っ当に育って欲しいと考えてギンを手放した。
文化特区のできる前の世界では後に死亡していたが、修正世界では死ぬ前に本物の巫女を見るために文化特区に行き、そこで特区の権威者である老人を助け、彼に専属の医師として雇われる。後に妻との間にアマネコを生む。

## 舞台・設定
萌え文化が蔓延し、漢字が使われなくなった2202年の日本と、萌え文化がまだ広まる前の201×年の日本を舞台とする。
平仮名と片仮名で書かれた萌えを描いた小説作品、『おにいちゃんのあかちゃんうみたい』、通称おにあかが2060年に発表され、日本文化に多大なる影響を及ぼした。その結果、言語革命を経て21世紀後半までに漢字の使用がなくなり、23世紀の日本には萌え文化が蔓延した。そこでは「萌え」を題材とする文学が「正統派文学」と呼称されて広く親しまれ、漢字を使用するかつての日本語は「近代文」と呼ばれてほとんどの日本人には読めなくなっていた。
1巻冒頭には、本作は主人公であるイモセ・ギンが23世紀に書いた小説『かんじよむ いもうと』（2巻は『かんじよむ いもうと2』）が21世紀向けに意訳されたものであるという記述がある（擬似翻訳）。本文は基本的にギン視点で記述されている。
なお、23世紀の地名や人名は片仮名で表記されているが、それは漢字の実用が終わりかけた21世紀後半に漢字に片仮名でルビが振られていた頃の名残である。また、話し言葉自体は21世紀と23世紀に大差なく、両時代の人間の言葉は通じる。
また、38世紀では日本語がさらに変化し、記号と数字のみで表記されるようになり、23世紀における『正統派文学』も『近代文』もすべて『古代文学』として扱われるようになっていることが示唆されている。

## 用語

### 文学関連
クロナ・グラ
『おにあか』ないしは『星辰』の作者。当初東京都心に住んでいたが、スランプに陥りオクタマに引っ越した。
ペンネームの由来は北欧神話の「ラグナロク」であり、それを逆から読んだものである。
『おにいちゃんのあかちゃんうみたい』
クロナ・グラの著作。2060年に発表された。「萌え」の流れを汲む義妹ものの作品で、従来の小説よりも平仮名と片仮名が多用され、後世に多大な影響をもたらした。
ヒロインは16歳で主人公の義妹であるタイテイ・ホミュラ。23世紀で最も格式のある文学賞、『ホミュラ賞』の名前はこれに由来する。
ホミュラの容姿は柚に似ており、またモデルがいるとも言われている。さらに設定が『あにマジまにあ』と似ているため、クロハはこれが『あにマジまにあ』を参考に書かれたもので、ホミュラのモデルは柚であると考えている。
『星辰』（せいしん）
ギンらがタイムスリップから戻ってきた世界でのクロナ・グラの著作。「萌え」の描写や平仮名・片仮名の多用は見られない。
『あにマジまにあ』
柚の著作。義妹ものの小説。クロハの兄に対する思いなどを参考に書かれている。設定が『おにあか』と似通っている。
タイトルはギンの考案であり、回文になっている。
冬耳 虎彦（とうじ とらひこ）
明治時代から大正時代にかけて活躍した小説家。本名はチョウマバヤシ・コウゾウで、メグリやサダメの祖先。遺作、『二十一世紀』が未完のまま世を去った。
『二十一世紀』
冬耳虎彦の遺作。当時から100年後の世界を描いた空想小説。20世紀初頭に書かれ、未完のまま大正時代に発行された。
修正世界では、サダメが完成させたものがグラにより発見され、彼の手から編集者に渡り著者不明の作品として発行された。
『ぶんげいっこ』
23世紀で発行されている文芸誌。2167年創刊。ホゲージャパン社により発行される。当初は小説が9割を占めていたが、後に文学を中心とする総合文化誌となった。

### メグリの発明品
時間移動マシュマロ
食べると食べた者の生きたい場所・時間に行くことができるマシュマロ。65歳以上の人間が食べると副作用が起こり、その影響でガイは美少女となった。
賞味期限があり、切れると使えなくなる。
もともとは、二次元に行くために開発されたもので、失敗作である。
メグリ・ガン
時間移動マシュマロを食べた人間をレーダーにより探知することのできる光線銃。メグリはレーダーよけのマントも開発している。
時間移動マシュマロを製造する機能も兼ねて持っている。
メグリのスポンサーである玩具メーカーの意向により、将来玩具として売り出すために銃型になっている。
メグリ・ゴーグル
通して見たものを23世紀の言葉に翻訳するゴーグル型の翻訳機。
遺伝子判定器
遺伝子学者の協力を得てメグリが開発した遺伝子を検査する機器。
メグリ・ペン
外見は可愛らしいピンクのペンだが、道路工事で穴を開けるために使用されている。護身用としてミルに渡された。

### その他
言語革命
日本の人口減少に伴い日本政府が外国人労働力を欲し、日本語を彼らにも理解しやすくするために、21世紀終盤に政府が漢字を廃し複雑な文法を排した「現代文」を導入したこと。結果、日本への外国人移住者は激増した。
『おにあか』を始めとした作品群が日本語に影響を与えたことが言語革命の間接的な原因ともなっている。
2.5じげんこ
生身の人間と二次元キャラクターの間に生まれた子供。23世紀では人間とアニメキャラが結婚することも、子供を作るともできる。2.5じげんこは未だ少数派で、かつては差別も存在し、作中時間においても毛嫌いする人間が残っており、2.5じげんこであることを公言しない者もいる。
実際は人工受精により人間と人間の間に生まれる子供であり、出産を行う代理母には父親側から生涯にわたり手厚い保障が行われる。
一般に父親と代理母の顔合わせはしないが、希望すれば行える。
文化特区
旧来の日本文化保護のためにトウキョウのアリアケに設置された行政特区。
ことばをつくる会
新しい日本語を生み出すために活動しているインターネット上のコミュニティ。

## 既刊一覧

### 小説
- かじいたかし（著） / 皆村春樹（イラスト） 『僕の妹は漢字が読める』 ホビージャパン〈HJ文庫〉、全5巻
  1. 2011年7月1日初版発行（同日発売[4]）、ISBN 978-4-7986-0250-9
  2. 2011年11月1日初版発行（同日発売[4]）、ISBN 978-4-7986-0309-4
  3. 2012年2月1日初版発行（同日発売[4]）、ISBN 978-4-7986-0250-9
  4. 2012年5月1日初版発行（同日発売[4]）、ISBN 978-4-7986-0396-4
  5. 2012年8月1日初版発行（同日発売[4]）、ISBN 978-4-7986-0437-4

### 漫画
- かじいたかし（原作） / 皆村春樹（キャラクター原案） / 日辻ハコ（作画） 『僕の妹は漢字が読める』 ホビージャパン〈DANGAN COMICS〉、全2巻
  1. 2012年6月27日発売[5]、ISBN 978-4-7986-0415-2
  2. 2012年11月27日発売[6]、ISBN 978-4-7986-0503-6